# Барісал (регіон)
Барісал (бенг. বরিশাল, Barisāl, англ. Barisal) — один з 6 регіонів (бібхаґ) Бангладеш, розташований в центрі південної частини країни та утворений в 1993 році відділенням від регіону Кхулна. Регіон цілком знаходиться в Дельті Гангу, зокрема його столиця, місто Барісал, — на рукаві Аріал-Кхан.

## Округи
- Баргуна
- Барісал
- Бхола
- Джалокаті
- Патуакхалі
- Піроджпур

| Бангладеш | Це незавершена стаття з географії Бангладеш. Ви можете допомогти проєкту, виправивши або дописавши її. |